# Sainte-Marie-la-Robert

Sainte-Marie-la-Robert este o comună în departamentul Orne, Franța. În 1 ianuarie 2022 avea o populație de 87 de locuitori.